# Łukęcin
Łukęcin est une localité polonaise de la gmina mixte de Dziwnów, située dans le powiat de Kamień en voïvodie de Poméranie-Occidentale. Elle se situe à environ 6 km au nord est de la ville de Kamień Pomorski et 68 km au nord de la capitale régionale Szczecin.

## Géographie

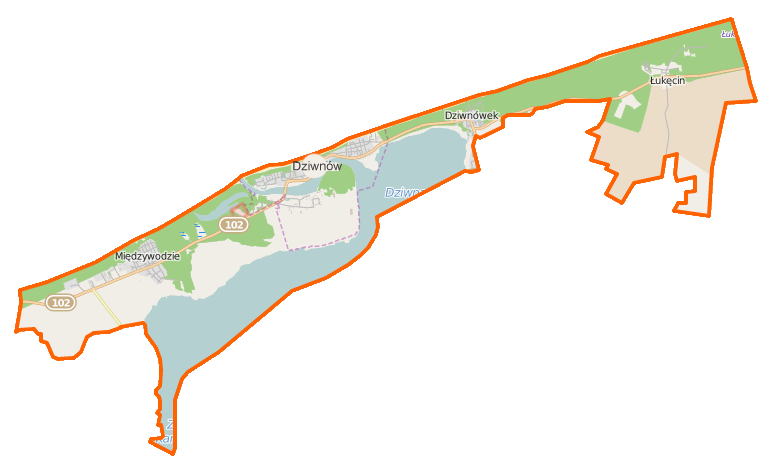
Carte de la gmina de Dziwnów.